# In-Circuit-Test
Der In-Circuit-Test (ICT) ist ein Prüfverfahren in der Elektronikfertigung, um die korrekte Funktion elektronischer Baugruppen nachzuweisen. Beim ICT steht die Prüfung der Bauelemente und der elektrischen Verbindungen einer bestückten Leiterplatte im Vordergrund. Dabei wird jede einzelne Leiterplatte mit einem speziellen Prüfadapter auf Fehler in der Leiterbahnführung (wie Kurzschlüsse oder Unterbrechungen), Löt- und Bauteilefehler geprüft. Auch ganze Schaltungsblöcke (Cluster) können getestet werden.
Das ICT-Testsystem kann analoge Parameter von Bauteilen (Widerstand, Kapazität, Induktivität usw.) mit verschiedenen Messverfahren (wie z. B. Zweidraht-, Vierdrahtmessung usw.) ausmessen und so falsch bestückte oder defekte Bauteile erkennen. Für die Prüfung digitaler Bauteile können definierte Prüfsignale eingespeist und deren Auswirkungen mit zuvor definierten Mustern verglichen werden.
Wenn ein ICT-Testsystem nur auf die Messung von analogen Bauteilen beschränkt ist, spricht man auch von einem MDA (manufacturing defect analysis).

## Teststrategie
Der Test von Leiterplatten (noch kein IC-Test) wird meist direkt nach ihrer Herstellung oder unmittelbar vor ihrem Bestücktwerden durchgeführt. Hierbei handelt es sich meist um einen Go-/NoGo-Test, bei dem die fehlerhaften Leiterplatten ausgesondert werden.
Der IC-Test von bestückten Baugruppen kann direkt nach dem letzten Bestück- und Lötschritt erfolgen, noch bevor die Baugruppe erstmals einer Funktionsprüfung unterzogen oder an die Betriebsspannung gelegt wird. Beim IC-Test der bestückten Baugruppen wird ebenfalls eine Go-/NoGo-Prüfung durchgeführt, wobei bei nicht funktionsfähigen Baugruppen die Fehler angezeigt werden können. Bei der Baugruppe können diese Fehler (z. B. Bauelementfehler, fehlende Lötstelle oder Lotbrücke zwischen zwei benachbarten Netzen, …) repariert werden. Anschließend wird die Baugruppe zum Nachweis einer erfolgreichen Reparatur noch einmal geprüft.
Anders verhält es sich bei dem Funktionstest einer Baugruppe, bei welcher weniger das Messen einzelner Bauteilwerte im Vordergrund steht, sondern die Gesamt- oder Teilfunktion der Schaltung. Wird ein Funktionstest im ICT integriert, so steht hierbei häufig nur eine bestimmte Teilfunktion der Gesamtschaltung im Fokus.
Manchmal wird im Rahmen der ICT-Prüfung auch noch die Programmierung von Bauteilen der Baugruppe oder die Verwendung von Boundary Scan vorgenommen.

## Adaption der Baugruppe

### Zuführung bzw. Handling der Baugruppen
Die Zuführung der Leiterplatten oder Baugruppen zum Testsystem kann auf verschiedene Arten erfolgen:
- manuell, vor allem bei langen Testzeiten oder kleineren Serien
- für Standalone-Maschinen:
  - aus dem Magazin
  - aus Trays
- Inlinesystem, vor allem bei größeren Serien mit verketteten Prozessschritten
- in Werkstückträgern, welche aus Magazinen oder einem Inlinesystem angeliefert werden.

Das Magazin- und Trayhandling kann wahlweise in der Maschine integriert oder mit einem angebauten Handlingsystem realisiert werden.

### Kontaktierung der elektrischen Netze
Die elektrischen Netze werden durch einen Adapter kontaktiert. Dazu werden spezielle gefederte Prüfstifte (auch als Prüfnadeln bezeichnet) mit verschiedenen Kopfformen verwendet. Diese treffen auf bestimmte Lötstopplack-freie Flächen auf der Platine, die Testpunkte.
Die Kontaktiereinheit kann mit verschiedenen Kontaktierarten und Adaptern (s. u.) aufgebaut sein.
Häufig erfolgt die Kontaktierung mit Unterstützung eines Vakuums oder mit Druckluft; beim Vakuumadapter z. B. wird die Baugruppe durch den Unterdruck gegen das Nadelbett gedrückt. Ebenfalls ist eine rein mechanische Klemmung der Leiterplatten oder Baugruppen möglich.
Bei der Prüfung einer unbestückten Leiterplatte können die Kontaktstellen der zu lötenden Bauelemente direkt als Prüfkontakt mit kontaktiert werden.
Die Kontaktierung bei einer bestückten Baugruppe kann prinzipiell auf zwei unterschiedliche Arten erfolgen:
- die Lötstellen der bestückten Bauelemente oder die Bauelemente selbst werden durch die Nadel kontaktiert, oder
- auf der Leiterplatte der Baugruppe sind zusätzliche Prüfpunkte enthalten. Hierbei handelt es sich um rechteckige, quadratische oder runde Kupferflächen ohne Lötstopplack, die zur Kontaktierung verwendet werden können.

Da beim ersten Verfahren Bauteile bzw. deren Lötstellen beschädigt werden können, wird in der Regel das zweite Verfahren angewendet.

### Adapterarten
Generell lassen sich zwei Sorten Prüfadaptern unterschieden: Federstift- und Starrnadeladapter.

#### Federstiftadapter
Dieser Adapter wird in den meisten ICT-Testsystemen eingesetzt. Die Testpunkte und Bauteilpins werden direkt mit Federkontaktstiften kontaktiert und ausgemessen. In der Praxis können mit diesem Kontaktiersystem Kontaktierabstände von 0,8 mm realisiert werden. Durch das Taumelspiel der Federstifte sollten aber die Prüfflächen einen Durchmesser von mindestens 0,6 mm aufweisen. Spezielle Zusatzverfahren und Konstruktionsmerkmale ermöglichen auch kleinere Kontaktabstände und Prüfflächen, wobei dadurch die Kontaktierkraft und die Lebensdauer der Federkontaktstifte verringert wird. In der Massenfertigung werden Testpunkt-Durchmesser von 1,0 mm oder größer verwendet, um Messprobleme durch fehlerhafte Kontaktierung und somit notwendige Nacharbeit zu minimieren.
Die Federstiftadapter kann man unterscheiden in Vakuumadapter, Druckluftadapter oder mechanisch-kontaktierende Adapter.

#### Starrnadeladapter
Der Starrnadeladapter kommt vor allem zum Einsatz, wenn auf sehr kleinen Strukturen kontaktiert werden soll (Testpunkte > 0,2 mm, Kontaktierabstände > 0,25 mm) oder ein Adapter mit sehr hohen Standzeiten gewünscht wird. Durch den komplexen Aufbau sind sie teurer als ein Federstiftadapter, doch lohnt sich diese Mehrinvestition recht schnell, da viel weniger Servicearbeiten und damit verbundene Anlagestillstandszeiten anfallen. Die vollen Vorteile dieser Adapter können nur ausgeschöpft werden, wenn die Lage des Substrates durch das ICT-Testsystem optisch erfasst und eine Lagekorrektur in X, Y und θ  (Drehwinkel) durchgeführt wird.

#### Weitere Adapterkriterien

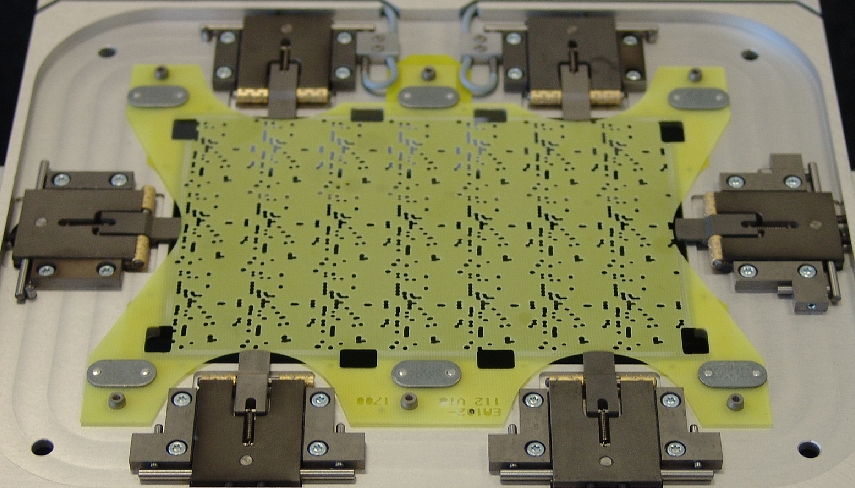
Klemmsystem für Leiterplatten ohne Rand

Zur passenden Positionierung einer Leiterkarte in Relation zum ICT-Nadelbett sollten jeweils zwei asymmetrisch angeordnete Leiterplattenlöcher (Verdrehschutz) im Prüfling oder im Nutzen vorhanden sein. Im Nadelbett werden dann zwei Positionierstifte eingebracht, welche die Leiterkarte in die optimale Prüfposition bringen.
Generell ist darauf zu achten, dass durch die Krafteinwirkung des Nadelbettadapters (Prüfnadeln, Auflagepunkte, Niederhalter usw.) der Prüfling nicht gebogen und damit beschädigt wird. Zur Abstützung der Leiterplatte sind also genügend viele und große Auflagepunkte vorzusehen, aber auch entsprechend viele Niederhalter als Gegenpart zu den Prüfnadeln
zur optimalen Klemmung der Leiterkarte zum Nadelbett.
Eine Positionierung des Prüflings über die Außenkontur der Prüflinge oder Nutzen ist zwar auch möglich, bringt aber eine geringere Positioniergenauigkeit mit sich (z. B. durch unsaubere Trennstege der Leiterplatte). Die Testpunkte auf dem Prüfling müssen dann entsprechend größer dimensioniert sein. Ferner muss bei einer Konturklemmung darauf geachtet werden, dass der Prüfling eine gewisse Stabilität aufweist, so dass er sich überhaupt klemmen lässt (besonders bei Baugruppen ohne Randstreifen).

##### Ein- oder doppelseitige Kontaktierung

###### Baugruppe für einseitige Kontaktierung
Weist die Leiterplatte nur Testpunkte auf einer Seite auf und ist luftdicht, so kann sie mit einem Vakuumtisch und einer entsprechend angepassten Negativdichtung angesaugt werden.
Weist der Prüfling dagegen viele Löcher auf oder man will sich die spezielle Anfertigung einer Dichtung sparen, so ist ein Vakuumadapter mit Haube vorzusehen. In der Haube sind entsprechende Niederhalter vorzusehen. Die Leiterplatte sollte dabei über Positionierstifte aufgenommen und geführt werden.

###### Baugruppe für doppelseitige Kontaktierung
Müssen Leiterplatten von beiden Seiten mit Nadeln kontaktiert werden, so kann man nicht mit einer Vakuumdichtung arbeiten. Bei einem Vakuumadapter ist dann ein Haubenadapter mit integriertem zweiten Nadelbett und Niederhaltern aufzubauen oder ein rein mechanischer Adapter mit unterem und oberen Nadelbett. Die Leiterkarte muss über Positionierstifte zum Nadelbett zentriert und auch das obere Nadelbett mit dem unteren zentriert werden, damit eine optimale Kontaktierung gewährleistet ist.

##### Ein- oder Zweihub-System

###### Einhub-System
Beim Einhubsystem findet der Kontaktiervorgang mit einem Hub statt, d. h. die Leiterplatte wird im Kontaktiersystem positioniert, und der Adapter fährt auf die Leiterplatte herunter. Treffen die Testpins auf die Leiterplatte, so wird mit dem restlichen Hub die nötige Kontaktierkraft aufgebaut.

###### Zweihub-System
Ein Zweihub- bzw. Doppelhubsystem wird dann eingesetzt, wenn man den Prüfling nicht mit dem vollen Nadelbett kontaktieren darf, um eine spezielle ICT-Messung durchzuführen. Dazu werden Prüfnadeln mit unterschiedlichen Längen eingesetzt:
- nur die längeren kontaktieren den Prüfling im ersten Hub
- im zweiten Hub kontaktieren sowohl die längeren als auch die kürzeren Prüfnadeln den Prüfling.

Ein gutes Einsatzbeispiel ist, den ICT bei komplett kontaktiertem Nadelbett durchzuführen und danach mit reduzierten Nadelkontakten einen kleinen zusätzlichen Funktionstest bzw. eine Programmierung von Bauteilen durchzuführen.

##### Einkammer bzw. Zweikammer-Adapter
Die verschiedenen ICT-Testsysteme bieten oft die Möglichkeit, auch einen Zweikammer/Doppelkammer-Adapter für die Baugruppe aufzubauen. Die Bearbeitungszeit für das Einlegen einer Baugruppe in eine Prüfkammer kann dann komplett aus der Prüfzeit eliminiert werden, weil das Testsystem in dieser Zeit die Baugruppe in der anderen Kammer prüft.

## Messgrößen

### Messspannungen und Messströme
Die analogen Bauteilmessungen bei ICT-Testern werden typischerweise mit niedrigen Spannungen und Strömen durchgeführt:
- standardmäßig werden Spannungen von 0 V bis 1,0 V eingesetzt. Größere Messspannungen sind häufig nicht zulässig, weil ansonsten andere Bauelemente beschädigt oder Diodenstrecken leitend werden können, so dass nicht mehr vernünftig innerhalb der Schaltung einer Baugruppe gemessen werden kann. Bei ICT-Testsystemen wird typischerweise verwendet:
  - Gleichspannung zur Messung von Widerstandswerten
  - Wechselspannung zur Messung von Kondensatoren und Spulen.
- Die Messströme liegen typischerweise im Bereich von wenigen Mikroampere bis zu wenigen Milliampere. Sie sind nach oben begrenzt durch die Strombelastbarkeit der  Bauelemente und der Leitungen auf der Leiterplatte.

### Messbare Größen bei Bauelementen
Die meisten ICT-Testsysteme können typischerweise folgende Messungen an analogen Bauteilen durchführen:
| Bauelement                     | Messgrößen |
| ------------------------------ | --- |
| Alle                           | Durch einen Kurzschlusstest zwischen zwei benachbarten elektrischen Netzen wird überprüft, ob es beim Herstellungsprozess der Leiterplatte oder der Baugruppe zu einer unzulässigen, sehr niederohmigen elektrischen Verbindung gekommen ist, z. B. einer Lötbrücke. |
| Widerstände                    | Widerstandswert |
| Kondensatoren                  | Kapazität und parasitäre Induktivität |
| Spulen und Transformatoren     | Induktivität und ohmscher Widerstand |
| Dioden und Bipolartransistoren | zwischen der Basis und dem Emitter: - das Sperrverhalten - die Vorwärtsspannung zwischen Emitter und Kollektor: - im leitenden Zustand das Durchlassverhalten sowie die Vorwärtsspannung - im gesperrten Zustand (in Rückwärtsrichtung) das Sperrverhalten           |
| Feldeffekttransistoren         | zwischen Gate und Source/Drain: - das Sperrverhalten zwischen Source und Drain: - im leitenden Zustand das Durchlassverhalten sowie die Vorwärtsspannung - im gesperrten Zustand das Sperrverhalten                                                                  |

#### Toleranzen
Die jeweils zu messenden Bauelemente besitzen alle Toleranzen.
Betrachten wir z. B. die Toleranzgrenzen eines elektrischen Widerstands mit einem Nennwert von 10 kΩ bei Raumtemperatur und einer Toleranz des Widerstandswerts von ±1 % des Nennwerts. Der tatsächliche Widerstandswert kann also liegen zwischen
- einer oberen Grenze von 10,1 kΩ und
- einer unteren Grenze von 9,9 kΩ.

Das ICT-Testsystem ist ebenfalls nicht nullfehlertolerant, daher muss seine Toleranz zur eigentlichen Bauteiltoleranz hinzu addiert werden. Weist das ICT-Testsystem also z. B. für eine Messung eines Widerstandes im Bereich 10 kΩ eine Messtoleranz von ±0,8 % auf, so muss in diesem Fall der Messbereich für den Test des Widerstandes eingestellt werden mit
- einer oberen Grenze von 10,18 kΩ
- einer unteren Grenze von 9,82 kΩ.

### Nicht bzw. nicht richtig messbare Größen bei Bauelementen
Verschiedene elektrische Größen können mit ICT-Testsystemen nicht oder nicht richtig erfasst werden.
| Bauelement                                                                | Messgrößen |
| ------------------------------------------------------------------------- | --- |
| Widerstände                                                               | - sehr kleine Widerstandswerte im Milli- oder Mikroohm-Bereich können mit einer Messspannung von typischerweise 1 V und einem Messstrom von wenigen Milliampere meist nicht mit der erforderlichen Genauigkeit gemessen werden - das Gleiche gilt für sehr große Widerstandswerte im Mega- und Gigaohm-Bereich. - Für Widerstandswerte unter 100 Ω sollten Vierpunktmessungen verwendet werden, damit Kontaktübergangswiderstände eliminiert werden können. |
| Kondensatoren                                                             | - sehr geringe Kapazitätswerte im Pikofarad-Bereich, da die Kapazität der Verbindungsleitung oder des Adapters bereits in dieser Größenordnung liegen oder sogar größer sein kann - sehr große Kapazitätswerte, da diese mit einer geringen Messspannung und einem geringen Messstrom nur schwer messbar sind |
| Spannungsabhängiger Widerstand (VDR-Widerstände)                          | Die VDR-Widerstände dienen zur Begrenzung von Überspannungen und leiten erst beim Überschreiten der Ansprechspannung, welche typischerweise deutlich größer ist als die Messspannung des ICT-Testers. |
| Temperaturabhängige Widerstände und Thermoelemente                        | In der Regel erfolgen ICT ohne dedizierte Temperaturkontrolle und ermöglichen damit keine Verhaltensprüfung über die Temperatur. |
| Zenerdioden                                                               | Zenerspannung, sofern sie größer ist als die Messspannung des ICT-Testers |
| Parallelschaltung gleicher Bauelemente mit stark unterschiedlichen Werten | Beispiel: Bei der Parallelschaltung eines Kondensators von 1 µF mit einem Kondensator von 100 pF können sich messtechnische Probleme ergeben, da die notwendige Toleranz der Gesamtmessung den Messwert des kleinen Kondensators komplett beinhaltet – somit kann zwar der 1-µF-Kondensator in der Gesamtmessung detektiert werden, nicht jedoch der Kondensator mit 100 pF.                                                                                |

### Weitere Messgrößen
Größere ICT-Testsysteme können neben den reinen analogen Bauteiltest oftmals auch noch die zu prüfende Baugruppe mit Spannung versorgen und weitergehende Prüfungen durchführen. Das reicht vom einfachen digitalen ICT, bei dem Eingangspins eines Bauteiles stimuliert und die erwarteten Signale an den Ausgangspins des Bauteils beobachtet werden, bis hin zum (umfangreichen) Funktionstest.

## Typische Testsequenz traditioneller In-Circuit-Testsysteme
- Entladeroutine, speziell zum Entladen von Elektrolytkondensatoren (dient zur Sicherheit von Baugruppe und Testsystem sowie zur Messstabilität; dieser Schritt wird immer als erst durchgeführt)zu
- Kontakt-Test (zum Überprüfen, ob das Testsystem korrekt mit der Baugruppe verbunden ist)
- Kurzschluss-Test (Test auf Lötfehler)
- analoger Bauteiletest (Test aller analogen Komponenten auf Vorhandensein und Wert)
- Vergleichstest von ICs auf Vorhandensein und korrekte Lötung
- Test zur korrekten Polarität von Kondensatoren
- Baugruppe mit Betriebsspannung versorgen; folgende eingerückte Schritte finden unter Betriebsspannung statt:
  - Powered Analog-Test (Test von analogen Bauteilen, die dafür Betriebsspannung benötigen, z. B. Relay)
  - Powered Digital-Test (Test von digitalen Komponenten: Stimulierung von Eingangspins, Monitoren der Ausgangspins; Vergleich mit Sollwerten)
  - Boundary Scan Tests
  - Programmierung von Flash, ISP und weiterer Bauteile
- Baugruppe von Betriebsspannung nehmen
- Entlade-Routine, um Baugruppe spannungsneutral zu übergeben (wie am Anfang).

Während die meisten typischen ICT-Testsysteme über entsprechendes Equipment im System verfügen, um die o. g. Prüfungen durchzuführen, sind für spezielle Zusatzprüfungen oftmals weitere Hardware-Komponenten notwendig:
- Kamerasystem zum Prüfen von Vorhandensein und Polarität von sonst nicht messbaren Komponenten
- Photodetektoren zum Testen von LEDs: Farbe, Intensität, Homogenität
- externe Frequenzmessgeräte zum Test sehr hoher Frequenzen
- Zusatzequipment zur Analyse des Messsignals, z. B. auf Flankensteilheit oder Hüllkurven (FA08 Karte Aeroflex)
- externes Equipment für Hochvolt-Messungen (z. B. > 100 V DC) oder Wechselspannungsquellen.

## Produkte und Standards
- Hewlett-Packard - Agilent Technologies - Keysight Technologies
- Teradyne
- Seica
- SPEA
- TRI
- Digitaltest

## Andere Prüftechniken
Weitere Prüftechniken, die oft in der Elektronik-Produktion angewendet werden:
- AXI Automatische Röntgen-Inspektion
- AOI Automatische optische Inspektion
- FKT Funktionstest / Endprüfung
- Boundary-Scan.

## Erweiterte Prüftechniken
In einigen Fällen gelingt es, auf einem Nagelbettadapter Testverfahren zu kombinieren oder den In-Circuit-Test mit der Programmierung von Mikrocontrollern zu kombinieren.